# (2823) van der Laan
(2823) van der Laan (2010 P-L) – planetoida z grupy pasa głównego asteroid okrążająca Słońce w ciągu 3,74 lat w średniej odległości 2,41 j.a. Odkryta 24 września 1960 roku.